# Daniele Bagnoli
Daniele Bagnoli (Mantua, Italia, 25 de octubre de 1953-27 de diciembre de 2024) fue un entrenador de voleibol italiano; es el entrenador que más títulos ha ganado (8) en la historia de la  Liga italiana junto con Franco Anderlini.

## Biografía
Tras unas temporadas en equipo de Segunda División de Italia, en la temporada 1989/1990 entrena en la Serie A1 con el Polisportiva Virgilio. En verano 1993 es nombrado entrenador del Pallavolo Modena donde se queda hasta 1997 (regresa también por las temporadas 2000/2001 y 2011/2012) en cuatro temporadas gana 2 campeonatos, 3 copas de Italia, 2 Champions League consecutivas (1995/1996 y 1996/1997), 1 Recopa de Europa y la supercopa europea de 1995. Después de unos meses en el Roma Volley, en verano de 1998 firma por dos temporadas con el Sisley Treviso y nuevamente por seis entre 2001 y 2007. Con el equipo véneto gana otros seis campeonatos, 5 copas de Italia, 3 Champions League, su segunda supercopa europea además de 5 supercopas de Italia y 2 Challenge Cup.
En la temporada 2007/2008 se marcha a Rusia en el VK Dinamo Moscú donde gana un campeonato en dos temporadas antes de tomar el mando de la selección de Rusia con la cual gana el bronce en la Liga Mundial de 2009. En 2011 deja Rusia y después de su última etapa en el Pallavolo Modena entrena en Turquía y Irán.

## Equipos
| Periodo   | Club                  |
| --------- | --------------------- |
| 1982-1985 | Pallavolo Mantova     |
| 1985-1986 | Guidizzolo            |
| 1986-1990 | Polisportiva Virgilio |
| 1991      | Italia (juveniles)    |
| 1992-1993 | Galileo Giovolley     |
| 1993-1997 | Pallavolo Modena      |
| 1997-1998 | Roma Volley           |
| 1998-2000 | Sisley Treviso        |
| 2000-2001 | Pallavolo Modena      |
| 2001-2007 | Sisley Treviso        |
| 2007-2009 | VK Dinamo Moscú       |
| 2009-2010 | Rusia                 |
| 2011-2012 | Pallavolo Modena      |
| 2012-2013 | Fenerbaçhe Estambul   |
| 2013-2014 | Matim Varamin         |
| 2014-2015 | Al Rayyan Volleyball  |
| 2016      | CS Sfaxien            |
| 2016-2017 | Top Volley Latina     |
| 2017-2018 | Ural Ufa              |
| 2019      | Volley Callipo        |

## Palmarés
- Campeonato de Italia (8): 1994/1995, 1996/1997, 1997/1998, 1998/1999, 2002/2003, 2003/2004, 2004/2005, 2006/2007
- Copa de Italia (7): 1993/1994, 1994/1995, 1996/1997, 1999/2000, 2003/2004, 2004/2005, 2006/2007
- Supercopa de Italia (5): 1998, 2001, 2003, 2004, 2005
- Champions League (5): 1995/1996, 1996/1997, 1998/1999, 1999/2000, 2005/2006
- Supercopa de Europa (2): 1995/1999
- Recopa de Europa/Copa CEV (1): 1994/1995
- Challenge Cup (2): 1997/1998, 2002/2003
- Campeonato de Rusia (1): 2007/2008
- Campeonato de Irán (1): 2013/2014
- Liga de Voleibol de Catar (1): 2015